# Rotliegend

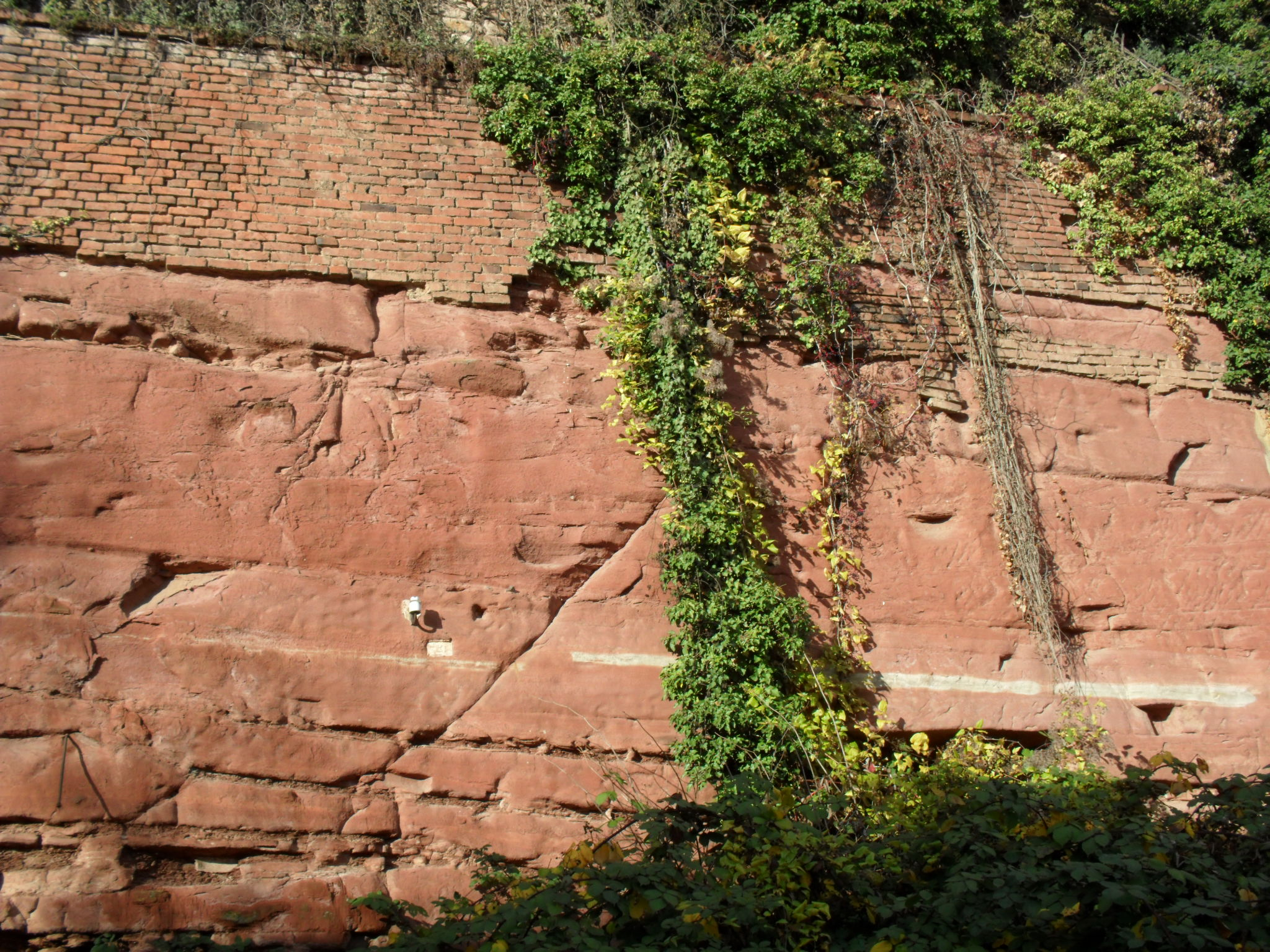
Roter Sandstein der Kreuznach-Formation (oberes Oberrotliegend) in Bad Kreuznach, Saar-Nahe-Becken

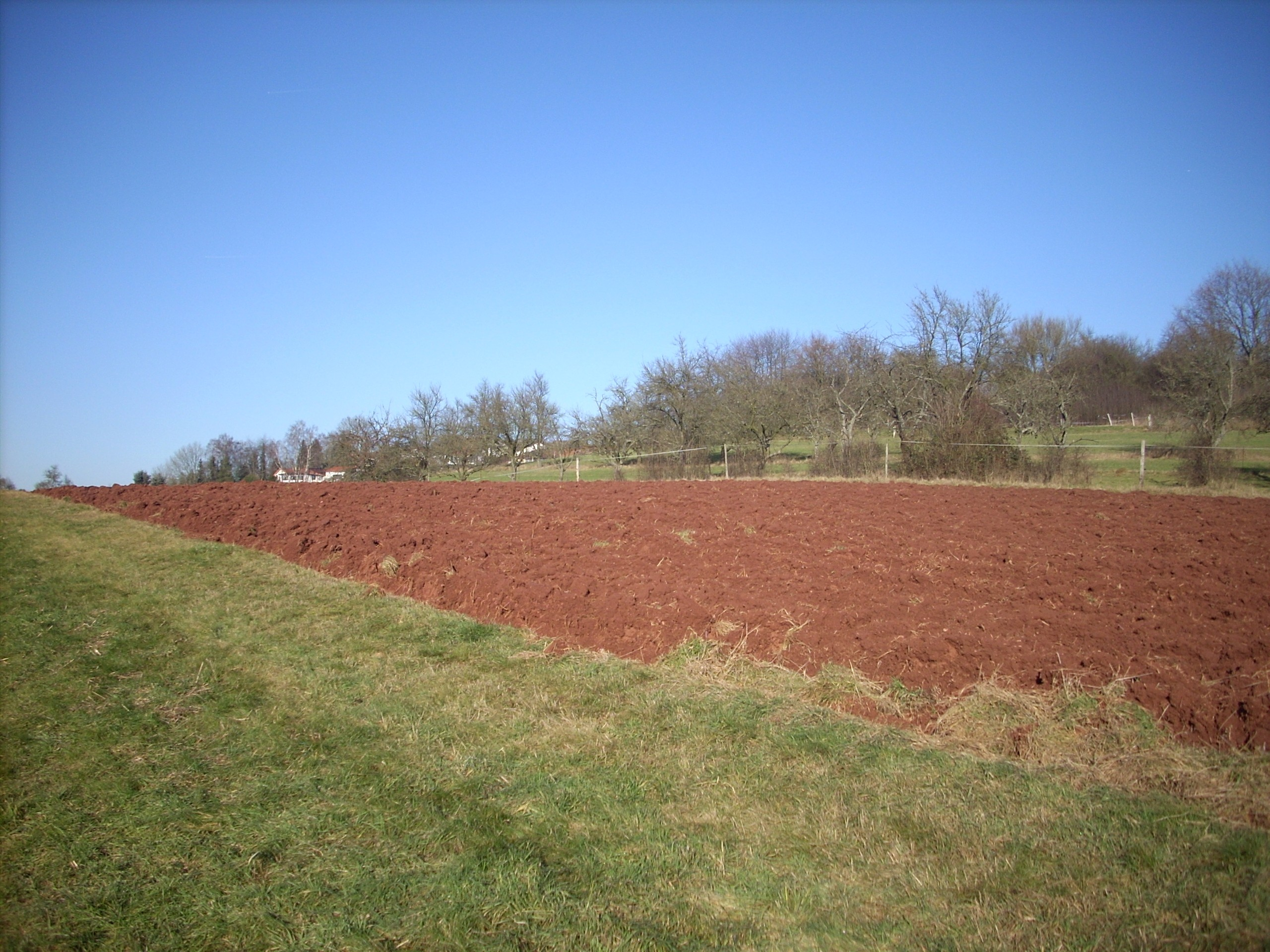
Roter Ackerboden, Oberrotliegend (nach Falke, 1954: Waderner Gruppe) bei Namborn, Lkr. St. Wendel, Saar-Nahe-Becken

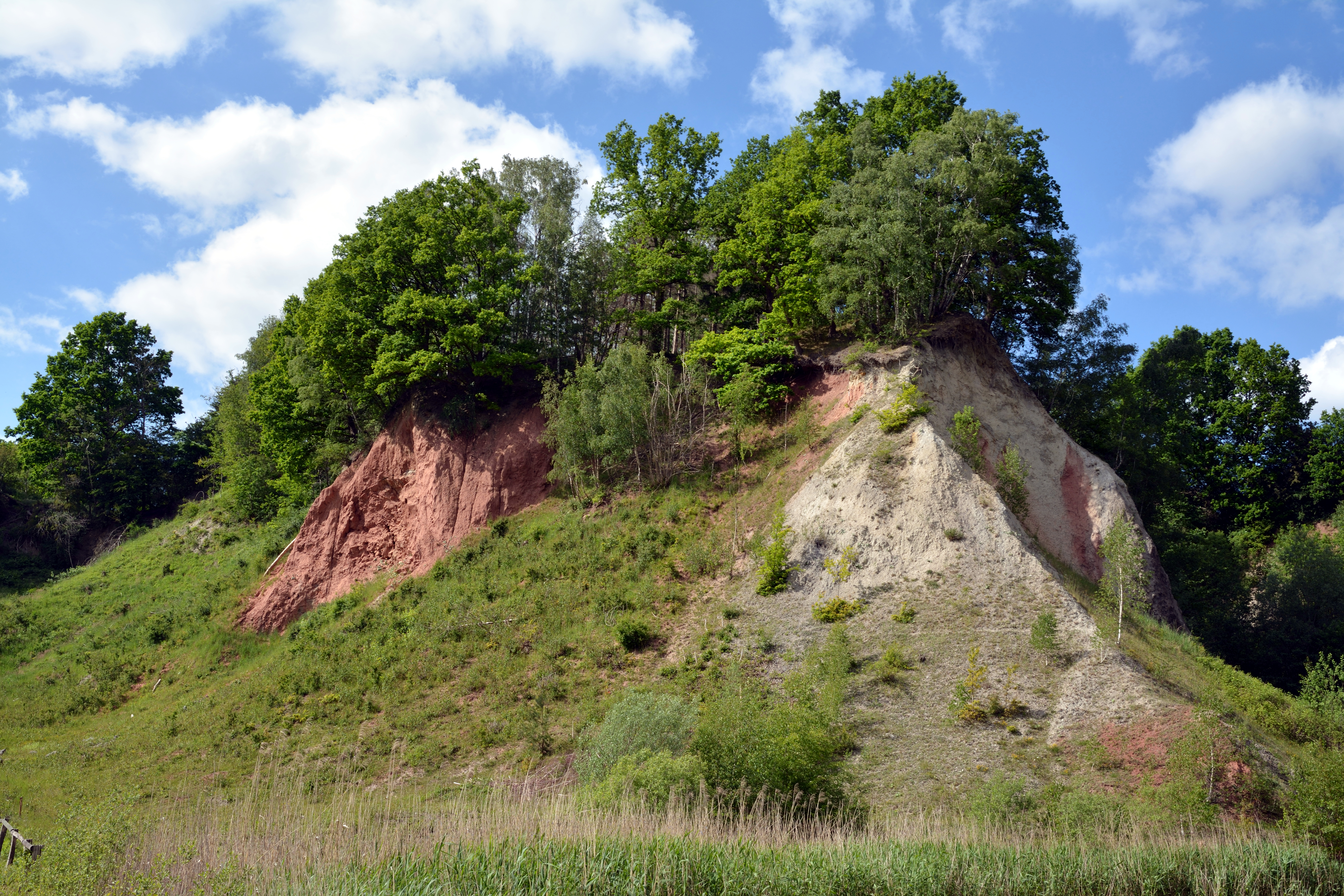
Kleine Scholle mit Schichten des norddeutschen Oberrotliegend (links im Bild) in der Liether Kalkgrube (Schleswig-Holstein)

Das Rotliegend (häufig auch sprachlich Rotliegende(s), aber fachlich nicht empfohlen) oder Untere Dyas ist eine Gesteinseinheit bzw. eine Einheit der Lithostratigraphie im hierarchischen Rang einer Gruppe und der untere Abschnitt der mittel- und westeuropäischen Dyas. Dyas („das Zweigeteilte“, nach der in Mitteleuropa ausgeprägten Zweiteilung in Rotliegend und Zechstein) war eine alternative Bezeichnung des Perm-Systems, die sich international nicht durchsetzen konnte. In der heutigen wissenschaftlichen Auffassung ist Rotliegend kein Zeitintervall mehr, sondern lediglich eine rein durch lithologische Merkmale definierte Gesteinseinheit (Einheit der Lithostratigraphie). Das Rotliegend entspricht überwiegend den internationalen chronostratigraphischen Serien des Unter- und Mittelperm (Cisuralium und Guadalupium). Ober- und Untergrenze sind diachron. Lokal reicht die Basis aber weit in das Oberkarbon hinein, die Obergrenze reicht z. T. deutlich in das Oberperm hinein.

## Geschichte und Namensgebung
Das Rotliegend verdankt seinen Namen den vielfach auffällig rot gefärbten Gesteinen, aus denen die Gesteinseinheit aufgebaut ist. „Rotliegend“ ist ein alter Bergmannsausdruck aus dem Mansfelder Land und bezeichnet die roten, unter dem nutzbaren Kupferschiefer lagernden Gesteine. Da dieses taube Gestein im Liegenden des Kupferschiefers zu finden war, wurde es ursprünglich als „rotes totes Liegendes“ bezeichnet. Die Rotfärbung dieser Sandsteinschichten wird durch feinverteilte Hämatit-Schüppchen (Roteisenstein) verursacht und verweist auf die Ablagerung im heißen Klima.

## Definition und Typregion
Die Untergrenze des Rotliegend ist bisher noch nicht abschließend definiert worden; sie ist stark diachron. Im Saar-Nahe-Becken liegt die Untergrenze an der Basis der Remigiusberg-Formation, in der Wetterau an der Basis der Lindheim-Formation, im Thüringer Wald entweder an der Basis der Georgenthal-Formation/Möhrenbach-Formation oder an der Basis der Ilmenau-Formation. In der nördlichen Saalesenke wird die Untergrenze an die Basis der Halle-Formation, auf der Flechtlinger Scholle an der Basis der Süplingen-Formation, in der Vorerzgebirgs-Senke an der Basis der Härtensdorf-Formation, im Döhlener Becken an der Basis der Unkersdorf-Formation und in Norddeutschland meist an die Basis der Vulkanit-Komplexe gelegt. Die Obergrenze ist dagegen fast überall gut definiert und quasi isochron; es ist die Basis des Unteren Werra-Tons (Kupferschiefer bzw. Kupferschiefer-Formation und seine Äquivalente). Die Gesteinseinheit Rotliegend beinhaltet terrestrische, fluviatile, lakustrine, äolische und vulkanogene Sedimente, von groben Konglomeraten und Brekzien, über Sandsteine bis zu feinkörnigen Tonen, Evaporiten und Kalken. Lokal sind mächtige magmatische Gesteine eingeschaltet (Laven, Pyroklastika, Ignimbrite, seltener subvulkanische Körper). Die Gesteine des Rotliegend sind, bedingt durch die wüstenhaften Bedingungen des Ablagerungsgebietes zur Ablagerungszeit, überwiegend rot gefärbt. Das Rotliegend erreicht lokal Mächtigkeiten bis über 3000 m. Typregion ist Mittel- und Westeuropa. Entsprechend der Unsicherheit der Untergrenze beginnt das Rotliegend regional wahrscheinlich bereits im Gzhelium, der obersten chronostratigraphischen Stufe des internationalen Oberkarbon (Pennsylvanium) und reicht bis in das untere Wuchiapingium, der unteren chronostratigraphischen Stufe des internationalen Oberperm (Lopingium). In absoluten Zahlen ausgedrückt umfasst das Rotliegend einen Zeitraum von wahrscheinlich über 45 Millionen Jahren, von etwa 302 bis 257 Millionen Jahren.

## Untergliederung des Rotliegend
Traditionell wurde das Rotliegend in das Unterrotliegend und in das Oberrotliegend unterteilt. In den Anfangszeiten der Lithostratigraphie des Rotliegend wurde regional auch noch ein Mittelrotliegend unterschieden, das später in das Unterrotliegend miteinbezogen wurde. Das Unterrotliegend ist durch „gemischte“ Schichten definiert, d. h. die Schichten (oder Formationen) wechsellagern mit grauen, roten oder vulkanischen Ablagerungen. Das Oberrotliegend umfasst dagegen nur Rotsedimente, die oft mit grobklastischen Schüttungen beginnen. Stille (1924) interpretierte diese Schüttungen als Resultat tektonischer Bewegungen und definierte zwischen Unter- und Oberrotliegend eine orogenetische Phase, die sog. Saalische Phase. Allerdings ist eine Korrelation dieser Saalischen Phase zwischen den einzelnen Teilbecken nicht möglich. In der Stratigraphischen Karte von Deutschland wurde daher auf eine Untergliederung des Rotliegend in Unter- und Oberrotliegend verzichtet.
Da eine lithostratigraphische Untergliederung in Unter- und Oberrotliegend schwierig ist, haben Haubold und Katzung (1972) versucht, Unter- und Oberrotliegend durch die meist als Synonyme gebrauchten Begriffe Autunium und Saxonium zu ersetzen und diese biostratigraphisch zu definieren. Die Definition der jeweiligen Grenzen ist äußerst problematisch, Autunium und Saxonium sind als chronostratigraphische Einheiten unbrauchbar. Menning et al. (2005) raten vom weiteren Gebrauch dieser Begriffe ab.
Das Rotliegend wurde in Deutschland in einer ganzen Reihe voneinander getrennter Becken abgelagert, die daher jeweils ihre eigene Sedimentationsgeschichte haben. Entsprechend lassen sich die Sedimente der einzelnen Becken lithostratigraphisch nicht oder nur schwer korrelieren; deshalb wurden für jedes Teilbecken separate Formationen ausgeschieden.
- Saar-Nahe-Becken: (Remigiusberg-Formation, Altenglan-Formation, Wahnwegen-Formation, Lauterecken-Formation, Meisenheim-Formation, Disibodenberg-Formation, Oberkirchen-Formation, Thallichtenberg-Formation, Donnersberg-Formation, Wadern-Formation, Sponheim-Formation, Standenbühl-Formation, Kreuznach-Formation). Die Formationen werden von manchen Autoren auch zu einigen Subgruppen zusammengefasst.
- Wittlicher Senke: Ürzig-Formation (mit Springiersbach-, Ignimbrit- und Engelsberg-Subformationen), Kinderbeuern-Formation (mit Bengel-, Bausendorf- und Sengbüsch-Subformationen) und Altrich-Formation (mit Wittlich-, Salmtal-, Berlingen- und Neuerburg-Subformationen)
- Wetterau: Lindheim-Formation, Altenstadt-Formation, Düdelsheim-Formation, Schöneck-Formation, Bleichenbach-Formation, Rodenbach-Formation, Altenmittlau-Formation, Glauburg-Formation, Cornberg-Formation
- Ostrand des Rheinischen Schiefergebirges: Battenberg-Formation
- Thüringer Wald: „basale Sedimente“ (noch nicht benannt), Georgenthal-Formation, Möhrenbach-Formation, Ilmenau-Formation, Manebach-Formation, Goldlauter-Formation, Oberhof-Formation, Rotterode-Formation, Tambach-Formation, Elgersburg-Formation, Eisenach-Formation, Neuenhof-Formation
- Stockheimer Becken: Stockheim-Formation, Föritz-Formation, Reitsch-Formation
- Mühlhäuser Becken: Mühlhausen-Formation, Kirchheilingen-Formation, Altengottern-Formation
- Unstrut-Becken: drei bisher nur informell benannte lithostratigraphische Einheiten
- Rudolstädter Becken: drei bisher nur informell benannte lithostratigraphische Einheiten
- Geraer-Becken: Cretzschwitz-Formation, Gera-Formation
- Nordöstliches Saale-Becken: Halle-Formation (z. B. Galgenberg), Hornburg-Formation, Eisleben-Formation
- Flechtinger Scholle: Süplingen-Formation, Roxförde-Formation, Winkelstedt-Formation, Uthmöden-Formation, Bebertal-Formation, Föhrberg-Formation
- Döhlener Becken und Briesnitz-Becken: Unkersdorf-Formation, Döhlen-Formation, Niederhäslich-Formation, Bannewitz-Formation
- Nordwestsächsisches Becken: Kohren-Formation, Rochlitz-Formation, Oschatz-Formation, Wurzen-Formation
- Chemnitz-Becken (= Vorerzgebirgs-Senke p.p.): Härtensdorf-Formation, Planitz-Formation, Leukersdorf-Formation, Mülsen-Formation
- Weißig-Becken: Hutberg-Formation, Napoleonstein-Formation
- Norddeutscher Teil des Südlichen Permbeckens: (vier Subgruppen: Altmark-Subgruppe, Müritz-Subgruppe, Havel-Subgruppe (Parchim- und Mirow-Formation), Elbe-Subgruppe (Dethlingen- und Hannover-Formation))
- Permokarbon-Becken in Baden-Württemberg (Kraichgau-Becken, Schramberg-Becken, Offenburg-Becken, Breisgau-Becken, Nordschweizer Becken): Schriesheim-Formation, Lichtental-Formation, Geisberg-Formation, Michelbach-Formation, Rebberg-Formation, Schramberg-Formation, Ibenbach-Sedimente (informelle Einheit), Weitenau-Formation
- Ilfelder Becken am Südrand des Harzes: Fuchsburg-Formation, Netzkater-Formation, Neustadt-Formation, Sülzhayn-Formation (Limbach-Subformation, Sülze-Subformation, Dörnsenberg-Subformation), Werna-Formation und Walkenried-Formation
- Meisdorfer Becken am Nordostrand des Harzes: Wolfstal-Formation, Triftbach-Formation, Ballenstedt-Formation, Kirchberg-Formation, Endorf-Formation und Eisleben-Formation
- Weidener Becken in Nordostbayern: Bechtsrieth-Formation, Schadenreuth-Formation, Weiden-Formation, Tiefenbach-Formation

## Fossilien
Fossilien aus dem Rotliegend kennt man vor allem aus dem Saarland (Lebach und Oberthal), Rheinland-Pfalz (Nierstein, Bad Sobernheim, Odernheim, Jeckenbach, Rockenhausen), Thüringen (Manebach, Friedrichroda, Tambach-Dietharz), Sachsen-Anhalt (Raum Halle/Saale) und Sachsen (Chemnitz, Dresden). Berühmt sind die Tierfährten von Nierstein, die Saurier (Amphibien) von Odernheim und Jeckenbach, die Ur-Reptilien vom Fundort „Bromacker“ bei Tambach-Dietharz sowie der „Versteinerte Wald“ von Chemnitz.